# Myiasis

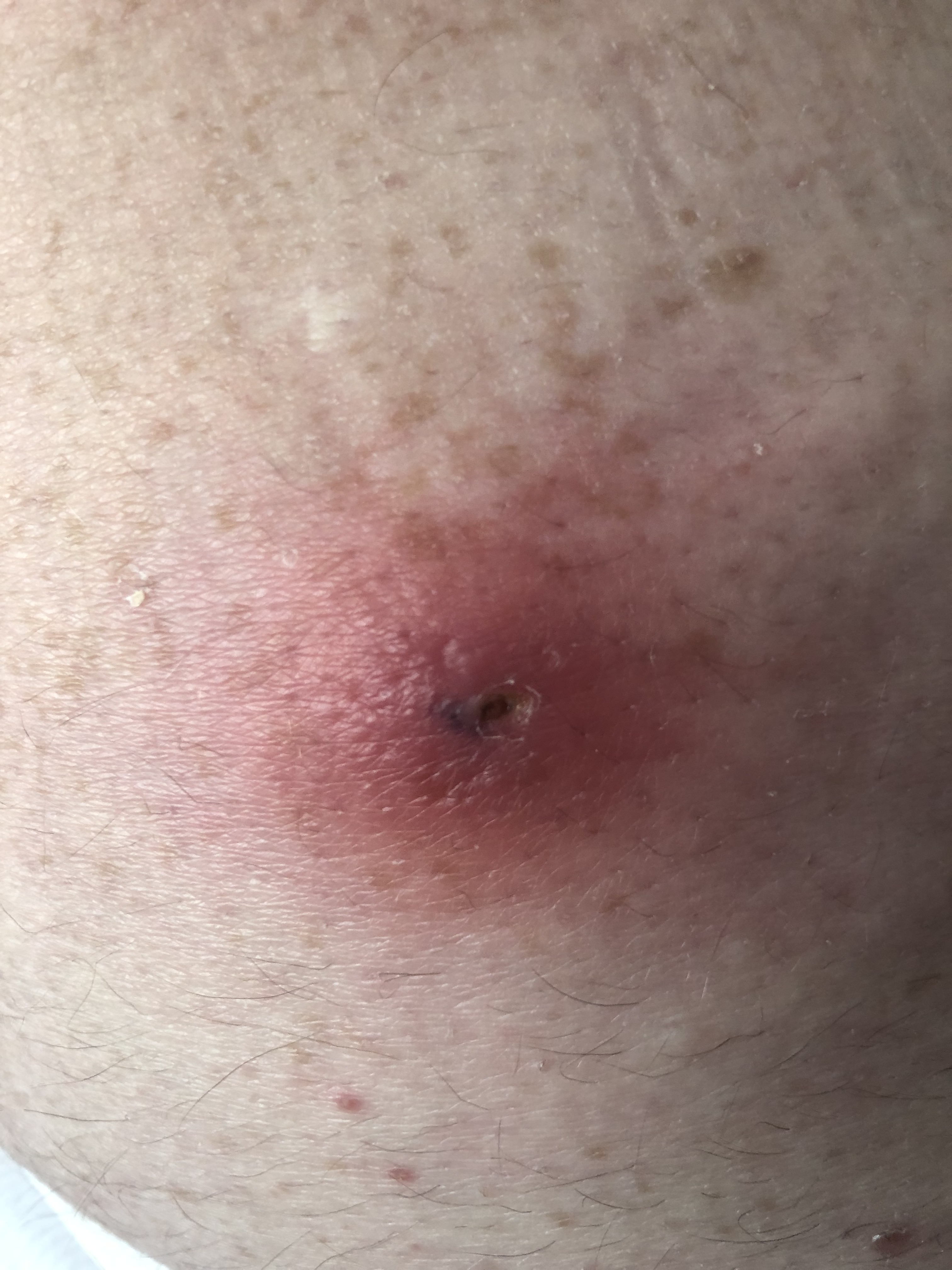
Furunkel durch Myiasis bei Befall mit der Tumbufliege

Die Myiasis (von griechisch μυῖα myia „Fliege“) oder auch Fliegenmadenkrankheit ist der Befall von Lebewesen mit den Larven (Maden) von Fliegen, die von dem Gewebe, den Körperflüssigkeiten oder dem Darminhalt des Wirtes leben. Die Myiasis zählt damit zu den parasitären Erkrankungen (vgl. Parasitologie). Sie ist bei Tieren häufiger als bei Menschen. In Regionen mit naturbedingt hoher Fliegendichte und großer Artenvielfalt (warme Regionen der Erde) begegnet man ihr oft, sie taucht aber auch in Mitteleuropa auf.
Die Fliegenarten legen ihre Eier auf die Haut, in Wunden oder Körperöffnungen, und die daraus schlüpfenden Larven bohren sich in das Gewebe des Wirts. Die Fliegenmaden ernähren sich von Gewebsbestandteilen und abgestorbenen Gewebsresten und können schwere Schäden verursachen.
Durch die fortschreitende Entwicklung und Vergrößerung des Insekts im Körper kommt es mitunter zur Bildung sehr schmerzhafter furunkelartiger Geschwüre. Passend zum Erscheinungsbild auf der Haut (Dermatomyiasis, siehe 1. Foto) spricht man bildlich vom "Hautmaulwurf" oder einer "Beulenmyiasis". In jeder Hautbeule steckt eine Fliegenmade. Die Beule juckt, die Made kann auch stechende Schmerzen verursachen. Schäden bei einer Myiasis entstehen auch dadurch, dass die Maden einiger Fliegenarten sich nicht mit vorgegebenem Wundsubstrat und sich zersetzenden Proteinen als Nahrung begnügen, sondern das angrenzende, noch gesunde Gewebe zusätzlich fermentieren, um es aktiv weiter zu zersetzen. Das kann schwere Zerstörungen zur Folge haben, die bis zum Funktionsverlust von Organen gehen können. In solchen Fällen ist eine Myiasis mehr als nur lästig, sie kann für den Wirt lebensgefährlich werden. Kratzt der Patient an juckenden Beulen, kommt es zusätzlich oft zu Sekundärinfektionen mit völlig anderen Erregern.
Gelegentlich haften an Stechmücken Eier von Myiasis-erzeugenden Fliegen an. Sie werden beim Stich übertragen. Die Stechmücken fungieren hier als Transportwirte für die betreffende Fliegenart. Dieser Infektionsmechanismus ist nachgewiesen und nicht selten.
Fliegenmadenbefall ist bei Menschen in Mittel- und Südamerika sowie in Regionen mit tropischem oder subtropischem Klima verbreitet. In der Tiermedizin kommt ein Fliegenmadenbefall auch in Europa häufiger vor.
Das Verhalten von Fliegenmaden ist aber nicht nur die Ursache der Krankheit Myiasis. Es kann im Interesse des Menschen auch positiv genutzt werden. So setzt man solche Maden seit langem medizinisch gezielt auch zur Wundbehandlung ein (Madentherapie). 

## Auslöser
Die wichtigsten Auslöser einer Myiasis kommen aus den Familien Echte Fliegen (Muscidae), Lausfliegen (Hippoboscidae), Glossinidae, Schmeißfliegen (Calliphoridae), Fleischfliegen (Sarcophagidae) und Dasselfliegen (Oestridae).
Es gibt 3 grundlegend verschiedene Gruppen von Myiasis-Erregern:
1. obligate Myiasis-Erreger: Hier ist der Befall eines lebenden Wirts für die Entwicklung der Fliege zwingend notwendig.[6] Obligate Myiasis-Erreger haben Tiere als Standard-Wirte. Der Mensch ist nicht ihr eigentliches Ziel, er wird nur gelegentlich auch befallen ("Zufallswirt").[7]
2. fakultative Myiasis-Erreger: Hier legt die Fliege ihre Eier gewöhnlich auf verdorbenes Fleisch, mitunter aber auch auf ähnlich übelriechende Wunden. Im letzteren Fall kommt es zu einer Myiasis beim verwundeten Wirt. Dies geschieht, obwohl ein noch lebender Wirts-Organismus für den Lebenszyklus des Insekts gar nicht zwingend erforderlich ist.
3. zufällige Myiasis-Erreger: Hier werden Fliegen-Eier mit ungekochter Nahrung zufällig (unbemerkt) verspeist. Die Eier überleben dies und entwickeln sich im Wirt weiter, so dass er an Myiasis erkrankt. Man erkennt hier die Widerstandsfähigkeit der Erreger. Beim Menschen konnten Fälle beobachtet werden, in denen oral aufgenommene Fliegen-Larven Magen und Darm unbeschadet passieren konnten, sich kurzzeitig von Darminhalt ernährten und schließlich mit dem Stuhl wieder lebend ausgeschieden wurden.[1]

## Einteilung

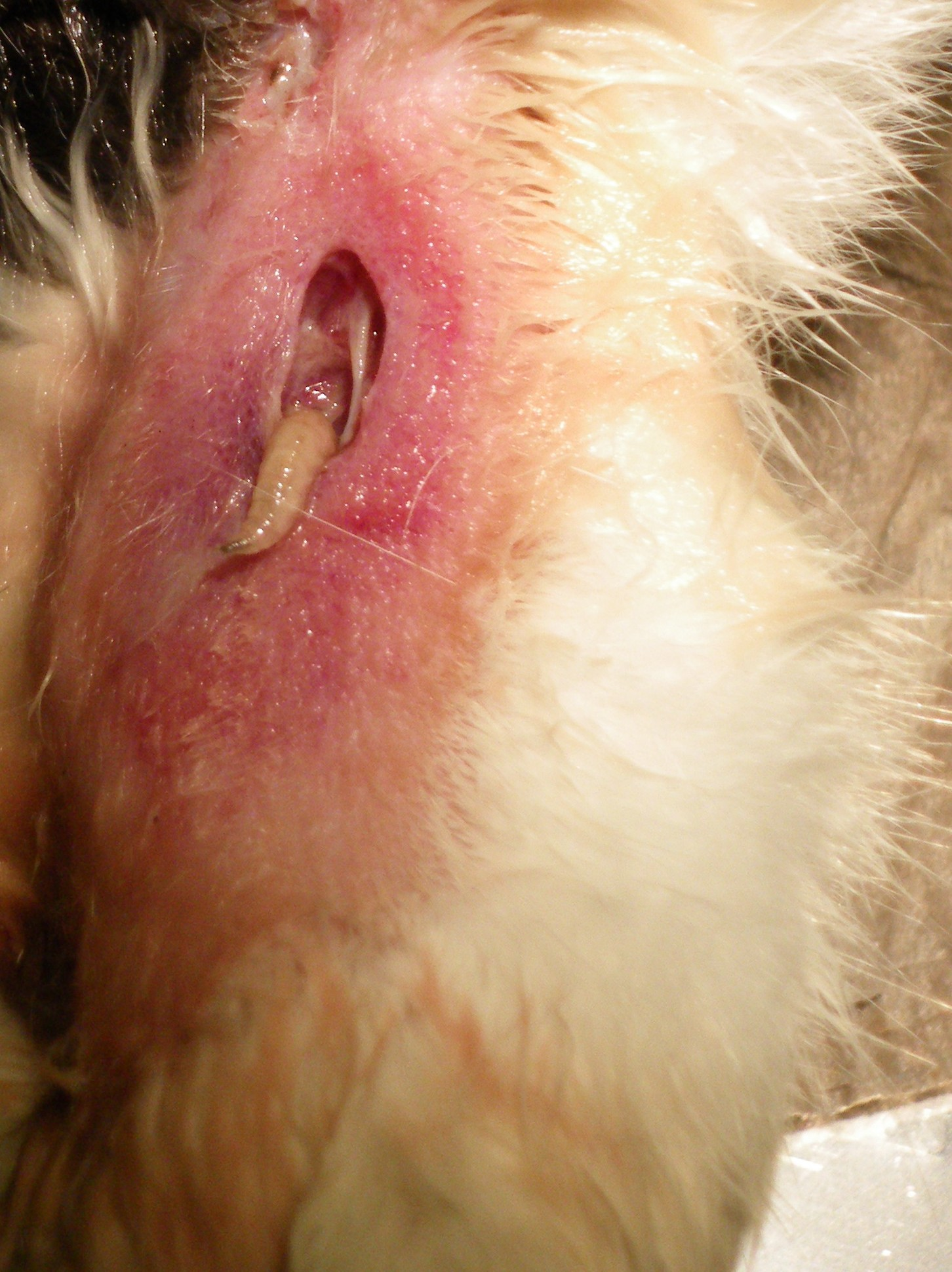
Wundmyiasis am Unterschenkel einer Katze

Der Eintritt von Myiasis-Erregern in den Körper eines Wirts ist über alle Körperöffnungen möglich (Mund, Auge, Nasen-Rachen-Raum, After, Urogenitalsystem, Ohr, große Wunden, winzige Hautverletzungen); Maden können intakte Haut aber auch aktiv bohrend durchdringen. Entsprechend unterscheidet man nach dem Ort der Fliegenmaden im Wirt folgende Typen der Myiasis:
- Dermatomyiasis in der Haut (Kutane Myiasis), meist als Wundmyiasis in Wunden
- Ophthalmomyiasis am oder im Auge
- Otomyiasis im Ohr
- Nasalmyiasis oder nasopharyngeale Myiasis im Nasen-Rachen-Raum
- Oralmyiasis in der Mundhöhle
- Enteromyiasis im Darm
- Urogenitalmyiasis im Harn- und Geschlechtsapparat

### Dermatomyiasis (Kutane Myiasis)
Die Myiasis der Haut wird weiter in die Myiasis externa, die Wander-Myiasis und die furunkuläre Myiasis unterteilt. Bei der Myiasis externa legen die Fliegen ihre Eier in Wunden und die Larven ernähren sich von Wundsekret und Detritus. Beim Menschen sind hier insbesondere die Gold- (Lucilia sericata) und die Stubenfliege (Musca domestica) von Bedeutung. Larven von Gasterophilus intestinalis und Hautdasseln graben sich in die Unterhaut und bilden dort girlandenförmige Bohrgänge (Larva migrans cutanea). Arten wie die afrikanische Tumbufliege (Cordylobia anthropophaga), in Amerika Dermatobia hominis gelegentlich auch in Europa die Große Dasselfliege (Hypoderma bovis) können ebenfalls in tiefere Hautschichten eindringen und zur Bildung von Furunkeln führen. Obligate Dermatomyiasis-Erreger sind neben der Tumbufliege die Altwelt-Schraubenwurmfliege (Chrysomya bezziana), die Neuwelt-Schraubenwurmfliege (Cochliomyia hominivorax) und die Lund-Fliege (Cordylobia rodhaini).
Bei Tieren hat vor allem die durch Hautdasseln ausgelöste Hypodermose (Große Dasselfliege und Kleine Dasselfliege, Hypoderma lineatum) bei Rindern eine große wirtschaftliche Bedeutung. Darüber hinaus treten als Dermatomyiasis-Erreger bei Rindern Dermatobia hominis, Calliphora albifrontalis, Calliphora nociva, Calliphora stygia,
Calliphora vicina, Calliphora vomitoria, Goldfliege, Lucilia cuprina, Lucilia illustris, Protophormia terraenovae, Phormia regina, Tumbufliege, Neuwelt-Schraubenwurmfliege, Cochliomyia macellaria, Altwelt-Schraubenwurmfliege, Chrysomya megacephala, Wohlfahrtia magnifica und Sarcophaga haemorrhoidalis auf. Bei Schafen ist Lucilia cuprina der bedeutendste Erreger („sheep strike“ oder „breech-strike“), darüber hinaus kommen Przhevalskiana silensis, Dermatobia hominis, Hypoderma diana, Calliphora augur, Calliphora albifrontalis, Calliphora nociva, Calliphora stygia, Calliphora vicina, Calliphora vomitoria, Goldfliege, Protophormia terraenovae, Phormia regina, Cordylobia anthrophaga, Neuwelt-Schraubenwurmfliege, Cochliomyia macellaria, Altwelt-Schraubenwurmfliege, Chrysomya megacephala, Wohlfahrtia magnifica, Wohlfahrtia meigeni und Wohlfahrtia vigil vor. Bei Schweinen wurden Cordylobia anthropophaga, Cochliomyia hominivorax, Cochliomyia macellaria, Chrysomya bezziana, Chrysomya megacephala, Wohlfahrtia magnifica, Wohlfahrtia meigeni, Wohlfahrtia vigil und Dermatobia hominis beobachtet. Bei Hunden und Katzen kommen Cordylobia anthropophaga, Cochliomyia hominivorax, Cochliomyia macellaria, Chrysomya bezziana, Chrysomya megacephala, Wohlfahrtia magnifica, Wohlfahrtia meigeni, Wohlfahrtia vigil und Dermatobia hominis vor. Bei Kaninchen treten Lucilia sericata und Wohlfahrtia vigil auf. Bei Puten konnten bislang Cochliomyia hominivorax und Wohlfahrtia magnifica nachgewiesen werden.

### Enteromyiasis
Eine Darmmyiasis wird beim Menschen zumeist von fakultativen Myiasis-Erregern verursacht, etwa 50 Fliegenarten können eine solche Erkrankung auslösen. Dazu gehören Arten der Gattungen Musca, Calliphora, Sarcophaga, Fannia, Erisatalis und Drosophila. Sie wird durch zufällige Aufnahme von Fliegeneiern mit der Nahrung oder Getränken verursacht oder durch Eindringen aus der Analregion in den Mastdarm. Bei den oral aufgenommenen ist umstritten, ob die Fliegenmaden hier ihre Entwicklung vollenden können. Anders sieht es bei den Magendasseln aus, die den Magen-Darm-Trakt verschiedener Pflanzenfresser befallen.

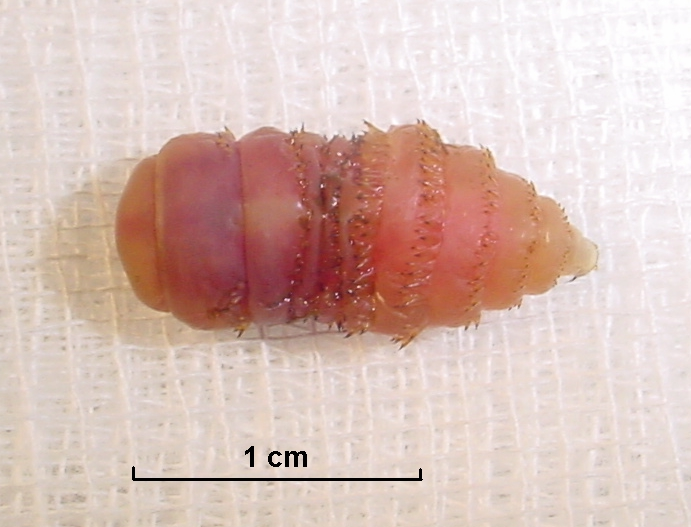
Magendassellarve

Bei Tieren gibt es dagegen obligate Darmyiasis-Erreger. Die Gasterophilose der Pferde wird durch verschiedene Dasselfliegen verursacht. Gasterophilus pecorum-Larven parasitieren in Mundhöhle und Speiseröhre, die Larven von Gasterophilus haemorrhoidalis, Gasterophilus inermis, Gasterophilus intestinalis, Gasterophilus nasalis, Gasterophilus pecorum im Magen und die von Gasterophilus nigricornis im Dünndarm.

### Urogenitalmyiasis
Bei der Urogenitalmyiasis dringen Fliegenmaden in die unteren Harnwege oder in den Scheidenvorhof und die Vagina ein. Beim Menschen sind das vor allem die Kleine Stubenfliege (Fannia canicularis), aber auch Fannia scalaris, die Stubenfliege (Musca domestica), Musca stabulans und Teichomyza fusca wurden hier nachgewiesen. Betroffen sind meist Frauen, die in warmen Gebieten ohne Zudecke schlafen. Vaginalausfluss oder verschmutztes Schamhaar fördern diese Erkrankung.

### Ophthalmomyiasis
Bei der Augenmyiasis unterscheidet man eine äußere (Ophthalmomyiasis externa) und innere Form (Ophthalmomyiasis interna). Bei der äußeren Form kommen Fliegenmaden auf der Bindehaut  oder Augenoberfläche vor, gelegentlich dringen sie auch in die Tränenwege vor. Die Maden verursachen durch mechanische Reizung eine schmerzhafte Konjunktivitis, in letzterem Fall eine Dakryozystitis. Innere Formen können durch Dasselfliegen verursacht werden. Ihre Maden entwickeln sich normalerweise in der Haut oder im Wirbelkanal von Tieren. Menschen sind ein Fehlwirt. Hier können sie sich durch die Hornhaut oder weiße Augenhaut bohren und in die Augenkammern gelangen. Sie können eine Uveitis oder auch Schäden der Netzhaut verursachen.
In Europa ist beim Menschen vor allem die Schafbremse, in Lateinamerika Dermatobia hominis, in Afrika die Tumbufliege für eine Ophthalmomyiasis externa verantwortlich. Sehr selten können auch die Larven der Stubenfliege oder Lucilia coeruleiviridis und Phormia regina eine solche Erkrankung auslösen.
Eine innere Ophthalmomyiasis ist sehr selten. Es gibt einen Fallbericht über drei Erkrankungen bei Kindern durch Musca sorbens in Kasachstan, mehrere Fälle in Norwegen durch Oedemagena tarandi. Bei Hunden kann die Große Dasselfliege in sehr seltenen Fällen eine innere Ophthalmomyiasis verursachen.

### Nasalmyiasis
Der Befall der Nasenhöhle oder des Rachens erfolgt durch Nasendasseln der Tiere, der Mensch ist nur Zufallswirt. Die größte Bedeutung hat die Schafbremse (Oestrus ovis), beim Menschen kommt der Befall vor allem in südlichen Regionen auf und beschränkt sich auf wenige Wochen.

### Oralmyiasis
Der Fliegenmadenbefall der Mundhöhle ist sehr selten und tritt nur bei fehlender Mundhygiene oder faulenden Zähnen oder Kieferabszessen auf. Das Fliegenweibchen legt die Eier meist am Mundwinkel ab und die Maden wandern in die eitrigen Wunden bis zu den Zahnwurzeln.
Bei Tieren gibt es obligate Oralmyiasis-Erreger. Gasterophilus nasalis befällt bei Pferden zunächst das Zahnfleisch, die weitere Entwicklung findet dann im Zwölffingerdarm statt.

### Otomyiasis
Der Fliegenlarvenfraß im Ohr (Otomyiasis) ist bereits im Mittelalter bekannt gewesen. Man sprach vom „Troll(e)“. Er ist allerdings relativ selten und tritt vor allem nach eitriger Entzündung des Gehörgangs (Otitis externa) auf, die Fliegen zur Eiablage anlockt. Sehr selten kann es zum Eindringen in Mittel- oder gar Innenohr kommen.

## Behandlung
Wunden sollten mit warmer Seifenlösung ausgewaschen werden und mit milden Antiseptika behandelt werden. Zur Abtötung der Fliegenmaden eignen sich Phosphorsäureester, oder Ivermectin. Alle Maden müssen möglichst abgesammelt werden. Besteht der Verdacht, dass Maden sich in tiefere Gänge vorgearbeitet haben, so dass sie mit einer Pinzette nicht erreichbar sind, deckt man die fraglichen Bereiche zunächst möglichst luftdicht ab, z. B. mit Vaseline. Der hierdurch in den Gängen erzeugte Sauerstoffmangel veranlasst die Maden, an die Hautoberfläche zurückzukommen, wo sie dann entfernbar sind. 
Je nach Ausmaß kommen auch Antiphlogistika, Sedativa oder Antibiotika zum Einsatz. Bei Sekundärinfektionen (z. B. einer bakteriellen Superinfektion) ist die Behandlung mit Breitspektrumantibiotika indiziert.

## Vorbeugung
Vorbeugend wirkt eine Fliegenbekämpfung. Hier sollten bevorzugt Wachstumshemmer und keine Insektizide eingesetzt werden. Wachstumshemmer gehören zur Gruppe der Benzoylphenyl-Harnstoffderivate (z. B. Lufenuron) oder Triazine. Der Befall mit Lucilia cuprina bei Schafen führte zur umstrittenen Praxis des Mulesing.